# Неимар (Врачар)
Неимар је урбано насеље, део града Београда. Налази се у општини Врачар.

## Локација
Неимар се налази 2 километра југоисточно од центра Београда, у југозападном делу општине Врачар. Налази се на југоисточној падини брда Врачар, која се спушта до долине некадашњег Чубурског потока (данас Јужни булевар) и мањим делом излази на долину Мокролушког потока (данас аутопут). Граничи се са централним делом Врачара на северу, Чубуром на североистоку и истоку, Аутокомандом на југу, док се са западне стране насеља налази Карађорђев парк, који се граничи са општином Савски венац.

## Историја
Насеље је првобитно носило име Котеж Неимар. Котеж је српски назив за француске викендице, куће ван града, а Неимар је био назив грађевинског друштва на чијој земљи је изграђено насеље. Сама реч неимар означава градитеље.
Ненасељена падина од Чубуре до долине Чубурског потока (данас Јужни булевар) укључена је у урбанистичке планове градње 1906. године. Тада су њен простор заузимале њиве, воћњаци и виногради, а већина њих припадали су трговцу Панти Тадићу. Први регулациони план, који је укључивао предложени распоред улица датира из 1907. године, а земљиште је парцелисано 1908. године. Њиме су били предвиђени планови улица, два трга и парк на југоисточном делу насеља. Грађевинско предузеће „Неимар” основано је 1919. године, а наредне године откупили су земљу од Тадића. Оригиналне планове за данашњи Неимар направили су 1921. године бечки архитекти Емил Хопе, Ото Шентал и Марсел Камерер, сви ученици Ота Вагнера. Те године се у "Политици" могла видети реклама за "продају плацева и зидање 212 вила". После неколико неслагања са градском управом, план је коначно одобрен 12. јуна 1924. године.
Површина предвиђена за урбанизацију обухватала је 24 хектара. Планом је предвиђено да у насељу буду само породичне виле, а оне су биле организоване око 8 малих тргова. Иако су купци могли да користе архитекте по сопственом избору, морали су да се придржавају правила која су постављена у оригиналном плану. Купци су могли и да уговоре посао са компанијом Неимар и у том случају добили би попуст. Пошто се састојала искључиво од вила са двориштима, требало је неко време да се Неимар потпуно развије, а до избијања Другог светског рата сматран је једним од најлепших београдских насеља. У то време Неимар је имао директну аутобуску линију до центра града, која је возила на релацији Кнежев споменик — Неимар.
Када је Београд административно подељен по општинама 1952. године, Неимар је постао једна од градских општина, а према попису становништва 1953. године имао је 28.885 становника. Дана 1. јануара 1957. године Неимар се спојио са општином Источни Врачар и делом општине Теразије и тако створио модерну општину Врачар. Касније је Неимар организован као месна заједница односно под-општинска јединица на Врачару. Неимарска месна заједница постојала је до краја двехиљадитих година када је општина Врачар укинула локалне заједнице. Током деведесетих година локална врачарска месна заједница Франц Розман била је припојена Неимару. У том периоду Неимар је имао 8.205 становника (14.493 са насељем Франц Розман), према попису становништва 1981. године. На попису становништва 1991. године Неимар је имао 7.186 (12.800) становника и 12.058 према попису из 2002. године.

## Карактеристике
Неимар је у потпуности стамбено насеље. Омеђен је неким од најважнијих и најпрометнијих улица у граду попут Булевара ослобођења, Јужног булевара и аутопута (укључујући Аутокоманду), али сам по себи представља мрежу кратких и уских улица. До деведесетих година 20. века кварт је успео да сачува своју стару архитектуру са ниским зградама и породичним кућама, али од тада је изграђено неколико блокова модерних комплекса са вишим зграда.
Године 2019. Бранислав Митровић, архитекта и члан Српске академије наука и уметности истакао је да су карикатурална архитектура и нестручни људи претворили угледни крај Неимар у „хаос”.
У оквиру насеља налази се Храм Светог Саве, Карађорђев парк, Црква Светог Саве, Светосавски плато, Народна библиотека Србије, Катедрала Блажене Девице Марије, Неимарски парк и друга знаменита места.